# Alois Anderle
Alois Anderle (* 7. Juli 1869 in Wien; † 18. Juni 1929 auf Long Island, Vereinigte Staaten) war ein österreichischer Schwimmer und Wasserballspieler.

## Biografie
Anderle schwamm 1899 ohne Bootsbegleitung in sieben Stunden von Wien nach Preßburg. 1900 wurde er österreichischer Vizemeister im Kopfweitspringen. Bei einem Internationalen Wettkampf 1904 in Wien belegte er den zweiten Platz im Krebsschwimmen.
Er nahm an den Olympischen Sommerspielen 1900 in Paris teil. Über 100 Meter Freistil schied er im Vorlauf aus. Im Unterwasserschwimmen belegte er den 14. Rang.
1909, nach New York ausgewandert, schaffte er es als Erster, den Hafen Boston der Länge nach von der Charlestown Bridge bis zum Leuchtturm zu durchschwimmen.